# Vérin
Vérin é uma comuna francesa na região administrativa de Auvérnia-Ródano-Alpes, no departamento de Loire. Estende-se por uma área de 3,05 km². Em 2010 a comuna tinha 680 habitantes (densidade: 223 hab./km²).